# Coupe du monde de cyclisme sur route 1994
Navigation
Édition précédente Édition suivante
La Coupe du monde de cyclisme 1994 fut la 6e édition de la Coupe du monde de cyclisme sur route.

## Épreuves
| Date      | Course                       | Pays        | Vainqueur            | Équipe                |
| --------- | ---------------------------- | ----------- | -------------------- | --------------------- |
| 19 mars   | Milan-San Remo               | Italie      | Giorgio Furlan       | Gewiss - Ballan       |
| 3 avril   | Tour des Flandres            | Belgique    | Gianni Bugno         | Polti                 |
| 10 avril  | Paris-Roubaix                | France      | Andreï Tchmil        | Lotto                 |
| 17 avril  | Liège-Bastogne-Liège         | Belgique    | Evgueni Berzin       | Gewiss - Ballan       |
| 23 avril  | Amstel Gold Race             | Pays-Bas    | Johan Museeuw        | GB - MG Maglificio    |
| 6 août    | Classique de Saint-Sébastien | Espagne     | Armand de Las Cuevas | Castorama             |
| 15 août   | Leeds International Classic  | Royaume-Uni | Gianluca Bortolami   | Mapei - Clas          |
| 21 août   | Grand Prix de Zurich         | Suisse      | Gianluca Bortolami   | Mapei - Clas          |
| 2 octobre | Paris-Tours                  | France      | Erik Zabel           | Telekom - Eddy Merckx |
| 8 octobre | Tour de Lombardie            | Italie      | Vladislav Bobrik     | Gewiss - Ballan       |

## Classements finals

### Individuel
| Position | Coureur            | Équipe                | Points |
| -------- | ------------------ | --------------------- | ------ |
| 1        | Gianluca Bortolami | Mapei - Clas          | 151    |
| 2        | Johan Museeuw      | GB - MG Maglificio    | 125    |
| 3        | Andreï Tchmil      | Lotto                 | 115    |
| 4        | Claudio Chiappucci | Carrera Jeans         | 89     |
| 5        | Giorgio Furlan     | Gewiss - Ballan       | 87     |
| 6        | Lance Armstrong    | Motorola              | 80     |
| 7        | Gianni Bugno       | Polti                 | 63     |
| 8        | Erik Zabel         | Telekom - Eddy Merckx | 50     |
| 9        | Franco Ballerini   | Mapei - Clas          | 50     |
| 10       | Bruno Cenghialta   | Gewiss - Ballan       | 45     |

### Par équipes
| Position | Équipe           | Points |
| -------- | ---------------- | ------ |
| 1        | GB-MG Maglificio | 89     |
| 2        | Motorola         | 53     |
| 3        | Gewiss-Ballan    | 51     |
| 4        | Mapei-Clas       | 45     |
| 5        | TVM-Bison Kit    | 41     |